# 지바현 제13구
지바현 13구(일본어: 千葉県第13区)는 일본의 중의원 선거구이다. 2002년 일본 공직선거법 개정으로 신설되었다.

## 지역
- 가마가야시
- 인자이시
- 시로이시
- 도미사토시
- 가시와시 (옛 쇼난 정 일대)
- 후나바시시 (후타와, 도요토미 촌 출장소 관할구역, 후나바시역앞 종합창구센터 관할구역 중 마루야마 1-5초메)
- 인바군

선거구 신설 전, 가마가야시는 지바현 제6구에, 가시와시의 일부는 지바현 제8구에, 인자이시·시로이시·도미사토시·인바군은 지바현 제9구에 속해 있었다. 2013년과 2017년에는 선거구 개편으로 후나바시시의 일부가 지바현 제4구에서 넘어왔다.